# Judith von Bayern

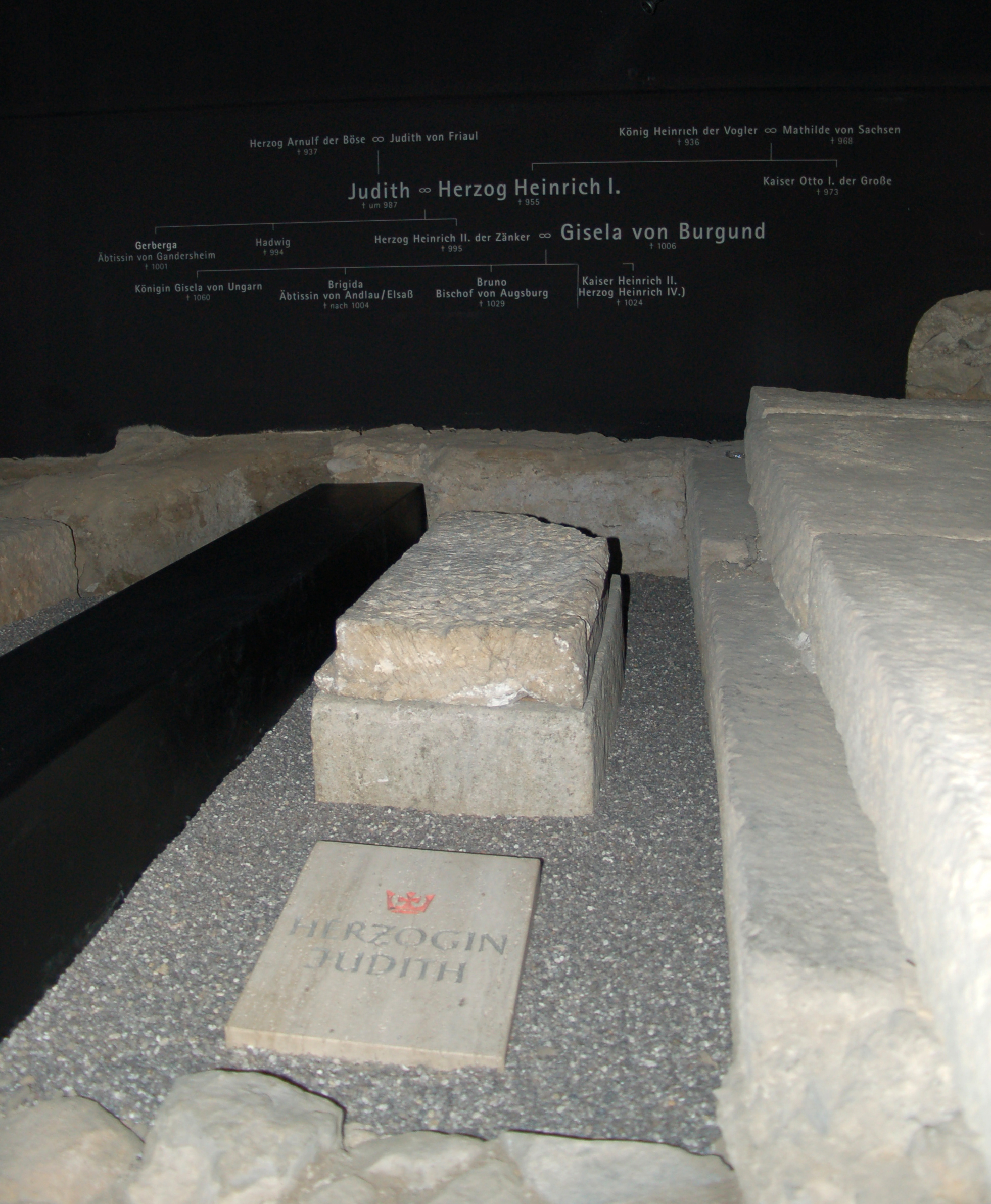
Grabstätte der Herzogin im Niedermünster zu Regensburg

Judith (* 925; † 29. Juni bald nach 985) war Herzogin von Bayern und eine der bedeutendsten Frauengestalten der politischen Geschichte Bayerns im Mittelalter.
Judith war älteste Tochter des Herzogs Arnulf des Bösen von Bayern und dessen Frau Judith von Friaul. Judith gehörte zur Familie der Liutpoldinger. Sie war Gemahlin des Herzogs Heinrich I. von Bayern († 955). Die Heirat zwischen Judith und Heinrich wurde vermutlich zwischen August 936 und Ende 937, also noch während der Regierungszeit Herzog Arnulfs beschlossen. Judith war möglicherweise mit den Markgrafen von Friaul verwandt, was Heinrich als Rechtfertigung verwendete, um die langobardische Königskrone zu erlangen. Durch diese Ehe wurde die Zugehörigkeit des Herzogtums Bayern zum entstehenden deutschen Reich befördert.
Judith war Mutter nicht nur von Heinrich dem Zänker, für den sie ab 955 für ein Jahrzehnt die Vormundschaft führte, sondern auch von Hadwig, die bereits mit 15 Jahren Herzogin von Schwaben wurde, und von Gerberga, die Äbtissin im Stift Gandersheim wurde.
Nach dem Tod Heinrichs wurde seinem Sohn, Heinrich dem Zänker, der zu dem Zeitpunkt 4 Jahre alt war, das Herzogtum Bayern übertragen. Da dieser zu dem Zeitpunkt noch unmündig war, übernahm seine Mutter Judith die Regentschaft. Diese hatte die Politik ihres Gemahls zu seinen Lebzeiten unterstützt und sich so gegen die politische Einstellung ihrer Verwandten gestellt. Während Heinrichs Regentschaft ist keine Einflussnahme ihrerseits auf politische Ereignisse bekannt. Auch über ihre Regentschaft ist bis auf einige Urkunden wenig bekannt.
Nach einer Pilgerreise ins Heilige Land lebte sie ab 974 im Kloster Niedermünster in Regensburg. Dort wurde sie auch, wie bereits ihr Ehemann, begraben.